# Dendrobium quinquelobatum
Dendrobium quinquelobatum är en orkidéart som beskrevs av Rudolf Schlechter. Dendrobium quinquelobatum ingår i släktet Dendrobium, och familjen orkidéer. Inga underarter finns listade i Catalogue of Life.